# Vikkstar123
 (mai 2021).
La mise en forme du texte ne suit pas les recommandations de Wikipédia : il faut le « wikifier ».
Les points d'amélioration suivants sont les cas les plus fréquents. Le détail des points à revoir est peut-être précisé sur la page de discussion.
- Les titres sont pré-formatés par le logiciel. Ils ne sont ni en capitales, ni en gras.
- Le texte ne doit pas être écrit en capitales (les noms de famille non plus), ni en gras, ni en italique, ni en « petit »…
- Le gras n'est utilisé que pour surligner le titre de l'article dans l'introduction, une seule fois.
- L'italique est rarement utilisé : mots en langue étrangère, titres d'œuvres, noms de bateaux, etc.
- Les citations ne sont pas en italique mais en corps de texte normal. Elles sont entourées par des guillemets français : « et ».
- Les listes à puces sont à éviter, des paragraphes rédigés étant largement préférés. Les tableaux sont à réserver à la présentation de données structurées (résultats, etc.).
- Les appels de note de bas de page (petits chiffres en exposant, introduits par l'outil «  Source ») sont à placer entre la fin de phrase et le point final[comme ça].
- Les liens internes (vers d'autres articles de Wikipédia) sont à choisir avec parcimonie. Créez des liens vers des articles approfondissant le sujet. Les termes génériques sans rapport avec le sujet sont à éviter, ainsi que les répétitions de liens vers un même terme.
- Les liens externes sont à placer uniquement dans une section « Liens externes », à la fin de l'article. Ces liens sont à choisir avec parcimonie suivant les règles définies. Si un lien sert de source à l'article, son insertion dans le texte est à faire par les notes de bas de page.
- La présentation des références doit suivre les conventions bibliographiques. Il est recommandé d'utiliser les modèles {{Ouvrage}}, {{Chapitre}}, {{Article}}, {{Lien web}} et/ou {{Bibliographie}}. Le mode d'édition visuel peut mettre en forme automatiquement les références.
- Insérer une infobox (cadre d'informations à droite) n'est pas obligatoire pour parachever la mise en page.

Pour une aide détaillée, merci de consulter Aide:Wikification.
Si vous pensez que ces points ont été résolus, vous pouvez retirer ce bandeau et améliorer la mise en forme d'un autre article.
 Vikram " Vik " Singh Barn, né le 2 août 1995, connu en ligne sous le pseudonyme de Vikkstar123  ou simplement  Vikkstar, est un youtubeur britannique et une personnalité du monde d'Internet. Il est membre et cofondateur d'un groupe britannique sur Youtube nommé Sidemen (en).

## Biographie
Barn est né à Guildford et il y vit jusqu'à l'âge de 8 ans. Il grandit à Sheffield de parents indo-britanniques, il fréquente l'école Silverdale. Il est le plus jeune d'une fratrie de trois enfants.

## Carrière Youtube
Barn rejoint YouTube en 2010; après avoir joué à des jeux avec ses amis, il se met à regarder des youtubeurs et à créer ses propres vidéos. Finalement, il décide de lancer sa propre chaîne, déclarant:

« Je me suis lancé en pensant que je pourrais peut-être faire un peu mieux qu'eux, et ce tout en m'impliquant et en m'amusant. J'ai commencé à m'enregistrer en jouant à  Call of Duty: Modern Warfare 2 . J'ai commencé à créer des didacticiels vidéo que les gens pouvaient regarder - certains d'entre eux concernaient la manière de lancer des couteaux à travers une carte. J'ai fait des vidéos montrant des endroits où vous pouviez lancer un couteau ou un tomahawk et avoir un kill. J'ai pensé que ce serait cool de montrer ces kills ridicules. »

Au fur et à mesure que sa popularité augmente, Barn commence à se prendre de plus en plus au sérieux et se diversifie sur Minecraft.
En 2013, il rejoint le collectif YouTube les Sidemen. De ce fait, sa popularité augmente encore. Il emménage plus tard avec trois autres membres du groupe Sidemen, partage une maison avec eux entre 2014 et 2018, quand il annonce qu'il déménage de la maison Sidemen (mais ne quitte pas le groupe lui-même) pour vivre et profiter de la vie citadine tout seul. Il fait également partie du serveur Dream SMP.
En janvier 2021, il annonce sur sa chaîne qu'il cesse de jouer à  Call of Duty: Warzone  en raison d'une prolifération de cheats, affirmant que les  cheaters seront la raison de «la mort du jeu» si celui-ci n'est pas corrigé. La critique de plusieurs autres streamers de haut niveau fait grand bruit, ce qui  amène Activision à mettre à jour le logiciel anti-triche du jeu.

## Entreprises commerciales risquées
Barn est un investisseur dans les équipes d'esports et parle de la façon dont il investit dans London Royal Ravens, une équipe de Call of Duty. Il parle également de son désir de "construire un plan" pour une plus large vulgarisation de cette activité.

## Filmographie

### Rôles web
- 2014 :  The Sidemen Experience : lui-même, rôle principal; 5 épisodes[14].
- 2018:  The Sidemen Show : lui-même, rôle principal; 7 épisodes[15].
- 2020:  How to Be Behzinga : lui-même, 2 épisodes.

### Télévision
- 2021:  Michael McIntyre's The Wheel : lui-même/célébrité expert (gaming)[16].